# Melissa McCarthy
Melissa Ann McCarthy (Plainfield, 26 agosto 1970) è un'attrice, comica, stilista, sceneggiatrice e doppiatrice statunitense, candidata due volte al Premio Oscar.
Ha ottenuto fama internazionale con il ruolo di Sookie nella serie tv Una mamma per amica (2000-2007) al fianco di Lauren Graham e Alexis Bledel, Dena nella sitcom Samantha chi? (2007-2009) e Molly nella sitcom Mike & Molly (2010-2016), che le ha valso un Premio Emmy nel 2011. Nello stesso anno ha ricevuto la sua prima candidatura agli Oscar come miglior attrice non protagonista per Le amiche della sposa. Nel 2018 ha ricevuto il plauso per la sua interpretazione nel film biografico Copia originale, tanto da ottenere, agli inizi del 2019, la sua seconda candidatura al Premio Oscar, stavolta come miglior attrice protagonista.

## Biografia

### Carriera
Nata e cresciuta a Plainfield, figlia di Sandra e Michael McCarthy, Melissa è cugina dell'attrice Jenny McCarthy. La sua carriera da attrice è cominciata ricoprendo ruoli minori in film come Duetto a tre, Charlie's Angels, Faccia a faccia e The Life of David Gale. Ha dato la voce al personaggio di DNAmy in tre episodi del cartone animato Kim Possible. Melissa McCarthy è stata alunna di The Groundlings, troupe improvvisativa e scuola di recitazione con sede a Los Angeles. Nel 2007 ha preso parte al film di John August The Nines con Ryan Reynolds. Nel 2010 inizia a interpretare Molly nella serie televisiva Mike & Molly. Nel 2012 è stata resa nota la sua candidatura ai Premi Oscar 2012 come migliore attrice non protagonista per la sua interpretazione nel film Le amiche della sposa. Nel 2012 Forbes ha reso noto che Melissa McCarthy ha guadagnato 6 milioni di dollari. Ha collaborato con il regista Paul Feig nel 2011 ne Le amiche della sposa, nel 2014 in Corpi da reato, nel 2015 in Spy e nel 2016 in Ghostbusters.
Il 19 maggio 2015, Melissa ha ricevuto la sua stella personale (la numero 2552) sulla Hollywood Walk of Fame di Los Angeles. Nello stesso anno è protagonista, accanto a Jason Statham, del film Spy, in cui interpreta il ruolo di una analista della CIA, che lavora duramente dietro le missioni più pericolose, e si offre volontaria per una missione sotto copertura. Inoltre viene nominata dalla rivista Forbes la terza attrice più ricca, con un guadagno di 23 milioni di dollari. Nel 2016 viene annunciato che parteciperà al reboot della serie TV Una mamma per amica. Nell'agosto del 2017 viene inserita dalla rivista Forbes al quarto posto fra le attrici più pagate, con un guadagno di 18 milioni di dollari. L'anno successivo si posiziona nona, con un guadagno di 12 milioni di dollari.

### Vita privata
L'8 ottobre 2005 Melissa McCarthy ha sposato il suo fidanzato, l'attore e regista Ben Falcone. La coppia ha avuto due figlie: Vivian, nata il 5 maggio 2007, e Georgette, nata il 22 marzo 2010.

## Filmografia

### Attrice

#### Cinema
- Go - Una notte da dimenticare (Go), regia di Doug Liman (1999)
- Chi ha ucciso la signora Dearly? (Drowning Mona), regia di Nick Gomez (2000)
- Faccia a faccia (The Kid), regia di Jon Turteltaub (2000)
- Charlie's Angels, regia di McG (2000)
- Pumpkin, regia di Anthony Abrams e Adam Larson Broder (2002)
- Duetto a tre (The Third Wheel), regia di Jordan Brady (2002)
- White Oleander, regia di Peter Kosminsky (2002)
- The Life of David Gale, regia di Alan Parker (2003)
- The Nines, regia di John August (2007)
- Cook-Off!, regia di Guy Shalem (2007)
- Just Add Water, regia di Hart Bochner (2008)
- Pretty Ugly People, regia di Tate Taylor (2008)
- Piacere, sono un po' incinta (The Back-up Plan), regia di Alan Poul (2010)
- Tre all'improvviso (Life as We Know It), regia di Greg Berlanti (2010)
- Le amiche della sposa (Bridesmaids), regia di Paul Feig (2011)
- Questi sono i 40 (This Is 40), regia di Judd Apatow (2012)
- Io sono tu (Identity Thief), regia di Seth Gordon (2013)
- Una notte da leoni 3 (The Hangover: Part III), regia di Todd Phillips (2013)
- Corpi da reato (The Heat), regia di Paul Feig (2013)
- Tammy, regia di Ben Falcone (2014)
- St. Vincent, regia di Theodore Melfi (2014)
- Spy, regia di Paul Feig (2015)
- The Boss, regia di Ben Falcone (2016)
- Una spia e mezzo (Central Intelligence), regia di Rawson Marshall Thurber (2016)
- Ghostbusters, regia di Paul Feig (2016)
- Life of the Party - Una mamma al college (Life of the Party), regia di Ben Falcone (2018)
- Copia originale (Can You Ever Forgive Me?), regia di Marielle Heller (2018)
- Pupazzi senza gloria (The Happytime Murders), regia di Brian Henson (2018)
- Le regine del crimine (The Kitchen), regia di Andrea Berloff (2019)
- Superintelligence, regia di Ben Falcone (2020)
- Thunder Force, regia di Ben Falcone (2021)
- Il nido dello storno (The Starling), regia di Theodore Melfi (2021)
- Thor: Love and Thunder, regia di Taika Waititi (2022) - cameo
- La sirenetta (The Little Mermaid), regia di Rob Marshall (2023)
- Genie, regia di Sam Boyd (2023)
- Unfrosted - Storia di uno snack americano (Unfrosted), regia di Jerry Seinfeld (2024)

#### Televisione
- The Jenny McCarthy Show – serie TV, episodio 1x05 (1997)
- D.C. – serie TV, episodi 1x03-1x04 (2000)
- Una mamma per amica (Gilmore Girls) – serie TV, 122 episodi (2000-2007)
- Curb Your Enthusiasm – serie TV, episodio 4x07 (2004)
- Samantha chi? (Samantha Who?) – serie TV, 35 episodi (2007-2009)
- Rita Rocks – serie TV, 5 episodi (2009)
- Private Practice – serie TV, episodio 3x12 (2010)
- Mike & Molly – serie TV, 127 episodi (2010-2016)
- Una mamma per amica: Di nuovo insieme – serie TV, episodio 1x04 (2016)
- Nine Perfect Strangers – serie TV, 8 episodi (2021)
- God's Favorite Idiot – serie TV, 8 episodi (2022)
- Only Murders in the Building – serie TV, episodio 4x07 (2024)

#### Cortometraggi
- God, regia di John August (1998)
- Auto Motives, regia di Lorraine Bracco (2000)
- Chicken Party, regia di Tate Taylor (2003)

### Doppiatrice
- Kim Possible – serie TV, 3 episodi (2002-2005)
- I pinguini di Madagascar – serie TV, 1 episodio (2012)
- I Simpson (The Simpsons) – serie TV, episodio 34x08 (2022)

### Sceneggiatrice
- Tammy, regia di Ben Falcone (2014)
- The Boss, regia di Ben Falcone (2016)
- Life of the Party, regia di Ben Falcone (2018)

### Produttrice
- Tammy, regia di Ben Falcone (2014)
- The Boss, regia di Ben Falcone (2016)
- Pupazzi senza gloria (The Happytime Murders), regia di Brian Henson (2018)
- Thunder Force, regia di Ben Falcone (2021)
- Nine Perfect Strangers – serie TV, 8 episodi (2021)

## Riconoscimenti
- Premi Oscar
  - 2012 – Candidatura alla miglior attrice non protagonista per Le amiche della sposa
  - 2019 – Candidatura alla miglior attrice per Copia originale
- Golden Globe
  - 2016 – Candidatura alla miglior attrice in un film commedia o musicale per Spy
  - 2019 – Candidatura alla miglior attrice in un film drammatico per Copia originale
- Premi BAFTA
  - 2012 – Candidatura alla miglior attrice non protagonista per Le amiche della sposa
  - 2019 – Candidatura alla miglior attrice protagonista per Copia originale
- Premi Emmy
  - 2011 – Miglior attrice protagonista in una serie commedia per Mike & Molly
  - 2012 – Candidatura alla miglior attrice protagonista in una serie commedia per Mike & Molly
  - 2012 – Candidatura alla miglior attrice guest star in una serie commedia per Saturday Night Live
  - 2013 – Candidatura alla miglior attrice guest star in una serie commedia per Saturday Night Live
  - 2014 – Candidatura alla miglior attrice protagonista in una serie commedia per Mike & Molly
  - 2014 – Candidatura alla miglior attrice guest star in una serie commedia per Saturday Night Live
  - 2016 – Candidatura alla miglior attrice guest star in una serie commedia per Saturday Night Live
  - 2017 – Miglior attrice guest star in una serie commedia per Saturday Night Live
- Screen Actors Guild Awards
  - 2012 – Candidatura per il miglior cast cinematografico per Le amiche della sposa
  - 2012 – Candidatura alla miglior attrice non protagonista cinematografica per Le amiche della sposa
  - 2019 – Candidatura alla miglior attrice cinematografica per Copia originale

## Doppiatrici italiane
Nelle versioni in italiano delle opere in cui ha recitato, Melissa McCarthy è stata doppiata da:
- Francesca Guadagno in Tre all'improvviso, Mike & Molly, Le amiche della sposa, Io sono tu, Una notte da leoni 3, Corpi da reato, Tammy, Spy, The Boss, Una spia e mezzo, Ghostbusters, Life of the Party - Una mamma al college, Copia originale, Pupazzi senza gloria, Le regine del crimine, Superintelligence, Thunder Force, Il nido dello storno, Nine Perfect Strangers, Thor: Love and Thunder, Genie, Unfrosted - Storia di uno snack americano
- Tiziana Avarista in Piacere, sono un po' incinta, God's Favorite Idiot, Only Murders in the Building
- Ilaria Giorgino in Samantha chi?, St. Vincent
- Eliana Lupo in Una mamma per amica
- Stefanella Marrama in Duetto a tre
- Ilaria Stagni in The Life of David Gale
- Cristina Boraschi in Questi sono i 40
- Simona Patitucci ne La sirenetta

Da doppiatrice è sostituita da:
- Francesca Guadagno in Kim Possible, I Simpson
- Cristina Boraschi ne I pinguini di Madagascar